# Jovenel Moïse
Jovenel Moïse (Trou-du-Nord, 26 de junho de 1968 - Pétion-Ville, 7 de julho de 2021) foi um político haitiano, que foi Presidente do Haiti de 2017 até à data da sua morte. Moïse foi empresário e político, tendo se tornado Presidente do Haiti após vencer as eleições gerais de novembro de 2016 e de ter sido referendado em janeiro de 2017. Ele foi assassinado em sua casa, na madrugada de 7 de julho de 2021.

## Carreira acadêmica e empresarial

### Início da carreira empresarial
Jovenel Moïse nasceu numa família de classe média em Trou-du-Nord, no Haiti, cujos pais são Etienne Moïse, um mercador ou merchant e Lucia Bruno, uma dona de casa. Em 1974 ele foi morar com sua família na capital do país, Porto Príncipe, e começou a estudar na Escola Nacional Don Durélin e depois no Colégio Canadense do Haiti.
Na Universidade Quisqueya iniciou os estudos de Ciência Política. Durante a faculdade conheceu e se casou com Martine Marie Etienne Joseph, amiga de turma, mudando-se em seguida a conclusão do curso para a área rural da cidade Port-de-Paix para ser produtor rural e empresário. Moïse criou seu primeiro negócio em Port-de-Paix: JOMAR Auto Parts e começou a ajudar as famílias carentes com água potável nas áreas rurais. Percebendo uma oportunidade de negócio, entrou no ramo de envasamento de água mineral e se tornou um próspero empresário. Em 2004 ele se tornou membro da Câmara de Comércio do Noroeste (CCINO), tornando-se presidente dessa entidade. Tornou-se também Secretário Geral da Câmara de Comércio e Indústria Nacional do Haiti (CCIH).
Em 2008, ele ajudou a fundar a Companhia de Energia Haitiana (Haitian Energy Company SA) que explora a energia solar e eólica para dez comunas no Departamento do Noroeste. Em 2012, ele fundou em Trou-du-Nord, Agritrans SA, empresa voltada para o agronegócio e produção de banana.

## Carreira política

### Candidato oficial do Presidente Michel Martelly
Em 2015, o Presidente Michel Martelly designou Moïse para ser o candidato oficial do governo para as eleições presidenciais pelo PHTK (Parti Haïtien Tèt Kale), fundado por Martelly. No entanto, durante o processo eleitoral foi verificado que houve fraude e a eleição foi suspensa.
Em 14 de fevereiro de 2016 o Presidente do Senado foi eleito pelo Senado para substituir o presidente Michel Martelly após uma grave crise de sucessão onde o Presidente Martelly deixou o poder em 7 de fevereiro de 2016 sem ter passado o governo a seu sucessor devido a fraudes nas eleições presidenciais de 2015.
Durante a vacância da presidência o governo ficou sob o comando do primeiro-ministro Evans Paul.

#### Crise eleitoral no Haiti
Houve eleições presidenciais em 2015 para sucessão de Michel Martelly mas as irregularidades cometidas no primeiro turno do pleito de 25 de outubro detonaram a atual (2016) crise política. O Haiti tinha previsto realizar em 24 de janeiro de 2016 o segundo turno das eleições presidenciais, que foram adiadas dois dias antes pelo Conselho Eleitoral Provisório (CEP) perante a situação de violência vivida no país e que deixou pelo menos quatro mortos.
A crise permaneceu e, antes de sair, o Presidente e o parlamento do Haiti acordaram constituir um governo provisório para evitar um vazio de poder ao término do mandato de Martelly. O acordo estabelecia um governo de transição de um mandato de 120 dias que deveria organizar eleições em 24 de abril de 2016, porém teve outra eleição apenas em novembro de 2016.

#### Posse do presidente do Senado do Haiti
O presidente do Senado do Haiti, Jocelerme Privert, foi eleito presidente interino do país no dia 14 de fevereiro, uma semana depois da saída de Michel Martelly. A escolha foi feita pela Assembleia Nacional em dupla votação após uma sessão que durou mais de 10 horas e cujo mandato seria até a realização das eleições presidenciais com um prazo máximo de 120 dias.
Os candidatos Jovenel Moïse e Jude Célestin foram originalmente os mais votados naquelas eleições gerais de 2015 e haveria um segundo turno em 24 de abril de 2016, mas o Conselho Eleitoral Provisório decidiu em 5 de abril de 2016 por novas eleições que ocorreram em novembro de 2016 onde Moïse obteve a maioria dos votos e foi eleito Presidente do Haiti para um mandato de quatro anos.

## Morte
No dia 7 de julho de 2021, o então presidente do Haiti, Jovenel Moïse, foi assassinado a tiros, aos 53 anos de idade, em sua residência privada nos subúrbios de Porto-Príncipe. Sua esposa, a primeira-dama do Haiti, Martine Moïse, ficou gravemente ferida, tendo sido posteriormente hospitalizada. Ficou em tratamento médico em Miami, apesar de inicialmente terem sido emitidas notícias dando conta da sua morte. Os dois filhos do casal saíram ilesos do ataque. Ela recebeu alta no dia 17 de julho de 2021 após ficar 10 dias internada se recuperando dos ferimentos.

## Vida pessoal
Presidente do Haiti de 2017 até a data da sua morte, Moïse nasceu em Trou du Nord, na região nordeste do Haiti, a 26 de junho de 1968. Era filho de Etienne Moïse, mecânico e agricultor, e de Lucia Bruno, costureira, ambos naturais do Haiti. Em 1974 mudou-se com a família para a capital do país, onde fez o ensino médio no colégio Toussaint e no centro cultural da escola Canado Haïtien, dirigida pelos Irmãos do Sagrado Coração. 
Ingressando no ensino superior, Moïse estudou Ciências da Educação na Universidade de Quisqueya e em 1996 mudou-se para Porto-da-Paz, capital do departamento Noroeste, onde se casou com a sua ex-colega de faculdade Martine Marie Étienne Joseph Moïse, criou a empresa Jomar Auto Parts e geriu, pouco depois, uma plantação de 10 hectares, dedicada ao cultivo da banana.
Em 2001, em conjunto com a empresa Culligan, realizou projetos para levar água canalizada para as áreas do nordeste e do noroeste do país.
Posteriormente, Moïse tornou-se secretário-geral da Câmara de Comércio e Indústria do Haiti (CCIH) e em 2008 tornou-se sócio da empresa de energia solar e eólica Compagnie Haïtienne d'Energie (Comphener SA).
Já em 2012, por meio da sua empresa Agritrans, na qual ocupou os cargos de presidente e gerente, lançou na sua cidade natal o projeto agrícola Nourribio, o qual geria uma plantação de banana com 10 hectares de área.